# 셀바이오휴먼텍
셀바이오휴먼텍(Cell Bio Human Tech Co. Ltd.)는 마스크 시트 개발·제조 대한민국의 기업이다. 본사는 경기도 안양시 동안구 시민대로 401 대륭테크노타운15차 제2001호,제2101호에 위치해 있으며 대표이사는 이권선이다. 베트남에 셀바이오휴먼텍비나이란 자회사를 가지고 있다

## 참고문헌
1. ↑  신현아, 셀바이오휴먼텍, 스팩합병으로 코스닥 '재도전', 한국경제, 2023.02.16
2. ↑  이권선 셀바이오휴먼텍 대표 "붙이는 화장품으로 뷰티 시장 선도", 한국경제,2024.04.23
3. ↑  셀바이오휴먼텍 "반응지 생산 공정 베트남으로 이전 결정", 뉴스핌, 2023년 7월 26일